# 紀難波麻呂
紀 難波麻呂（き の なにわまろ、生没年不詳）は、奈良時代の貴族。贈従五位下・紀馬主の子。官位は従五位上・筑後守。

## 経歴
光孝朝の宝亀7年（776年）従五位下に叙爵し、刑部少輔に任ぜられる。宝亀9年（778年）左京亮に遷るが、翌宝亀10年（779年）周防守として地方官に転じる。
桓武朝初頭の天応元年（781年）従五位上に昇叙される。のち、延暦9年（790年）宮内大輔に任ぜられるが、翌延暦10年（791年）筑後守に転じ、再び地方官を務めている。

## 官歴
『続日本紀』による。
- 時期不詳：正六位上
- 宝亀7年（776年） 正月7日：従五位下。3月6日：刑部少輔
- 宝亀9年（778年） 2月23日：左京亮
- 宝亀10年（779年） 2月23日：周防守
- 天応元年（781年） 11月15日：従五位上
- 延暦9年（790年） 3月26日：宮内大輔
- 延暦10年（791年） 正月28日：筑後守

## 系譜
- 父：紀馬主[1]
- 母：不詳
- 妻：不詳
  - 男子：紀砦麻呂[1]